# Ali ibn Said

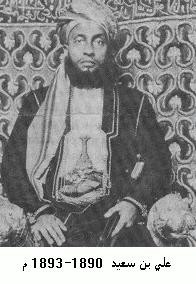
Sultan Ali bin Said

Sayyid Ali ibn Said al-Busaidi (* 1854; † 5. März 1893) (arabisch علي بن سعيد البوسعيدي, DMG ʿAlī b. Saʿīd al-Būsaʿīdī) war von 1890 bis 1893 Sultan von Sansibar.
Ali war der jüngere Bruder und Nachfolger des Sultans Chalifa ibn Said von Sansibar und Sohn des Sultans Said ibn Sultan von Oman. Ali regierte Sansibar vom 13. Februar 1890 bis zu seinem Tode.
1890 wurde Ali zum Großritter des Order of the Star of India ernannt, musste allerdings schon am 14. Juni desselben Jahres das britische Protektorat über Sansibar und die Umwandlung des Sultanats in eine konstitutionelle Monarchie anerkennen, wie es zwischen dem Deutschen Kaiserreich und Großbritannien im Sansibar-Helgoland-Vertrag vereinbart worden war. Ein britischer Berater wurde Premierminister des Sultanats.
Die Italiener zwangen Ali 1892 zur Verpachtung der bisher unter sansibarischer Oberhoheit stehenden Küstenstädte Mogadischu, Warsheikh, Merka und Baraawe an der somalischen Benadirküste.
Mit Ali endete die Eigenständigkeit Sansibars; seine beiden Nachfolger waren von den Briten ausgewählte Vertreter des omanischen Zweigs der Said-Dynastie, Oman war 1891 ebenfalls unter britisches Protektorat gefallen. So wurde 1893 Alis Neffe Hamad ibn Thuwaini ibn Said Sultan von Sansibar.